# Pseudoburgilis rosea
Pseudoburgilis rosea är en insektsart som beskrevs av Brunner von Wattenwyl 1878. Pseudoburgilis rosea ingår i släktet Pseudoburgilis och familjen vårtbitare. Inga underarter finns listade i Catalogue of Life.